# Bombylius striatifrons
Bombylius striatifrons är en tvåvingeart som beskrevs av Becker 1906. Bombylius striatifrons ingår i släktet Bombylius och familjen svävflugor. Inga underarter finns listade i Catalogue of Life.